# Ou Reang
Ou Reang là một huyện srok thuộc tỉnh Mondulkiri, đông bắc Campuchia. Theo thống kê năm 1998, dân số của huyện là 2,473.